# (7730) Sergerasimov
(7730) Sergerasimov – planetoida z pasa głównego asteroid okrążająca Słońce w ciągu 4 lat i 292 dni w średniej odległości 2,85 j.a. Została odkryta 4 lipca 1978 roku w Krymskim Obserwatorium Astrofizycznym w Naucznym na Półwyspie Krymskim przez Ludmiłę Czernych. Nazwa planetoidy pochodzi od Sergieja Appolinariewicza Gerasimowa (1906-1985), radzieckiego aktora i pedagoga, a także reżysera i scenarzysty. Przed nadaniem nazwy planetoida nosiła oznaczenie tymczasowe (7730) 1978 NN1.